# San Pancrazio al Colle
San Pancrazio al Colle è una frazione geografica del comune italiano di Casale Litta posta a sud del centro abitato, verso Mornago.
Originariamente nota come San Pancrazio, assunse il suffisso al Colle nel 1862 per evitare confusioni con altre località omonime. Costituì un comune autonomo fino al 1869.

## Storia
Fu un antico comune della Pieve di Somma Lombardo nel Milanese.
Registrato agli atti del 1751 come un borgo di 133 abitanti, nel 1786 San Pancrazio entrò per un quinquennio a far parte dell'effimera Provincia di Varese, per poi cambiare continuamente i riferimenti amministrativi nel 1791, nel 1798 e nel 1799. Alla proclamazione del Regno d'Italia nel 1805 risultava avere 144 abitanti, confermando la sua natura di piccolo villaggio rurale. Nel 1809 fu soppresso con regio decreto di Napoleone ed annesso a Villadosia, a sua volta aggregata a Casale nel 1811. Il Comune di San Pancrazio fu quindi ripristinato con il ritorno degli austriaci, e l'abitato risultò essere popolato da 198 anime nel 1853, salite a 216 nel 1861. La definitiva soppressione dell'autonomia comunale giunse infine nel 1869 su decreto di Vittorio Emanuele II, che ripropose l'unione con Casale Litta sul precedente modello napoleonico.